# ポントー＝コンボー
ポントー＝コンボー （Pontault-Combault）は、フランス、イル＝ド＝フランス地域圏、セーヌ＝エ＝マルヌ県のコミューン。

## 地理
ポントー＝コンボーはパリの東約20kmにある。マルヌ川の支流モルブラ川が流れる。ディズニーランド・パリとは17kmほど離れている。

## 由来
コンボーとは、ガリア語の谷または乾いた谷を意味するcumbaに由来する。ポントーは、1079年にはPontelzと呼ばれていた。これは橋を意味するponticelluから派生している。

## 歴史
1839年、ポントーとコンボーが合併してポントー＝コンボーとなった。20世紀初頭、典型的なパリ東部の郊外コミューンとして成長が始まった。コンボー城の所有者ライトランジェは鉄道駅と向かい合う土地を開発業者に初めて売った人物だった。最初の取引で成功を収めた後、彼は再び土地を売った。戦間期に、ポントー＝コンボーは徐々に都市的要素を得て新たな郊外コミューンとなった。しかしこれら郊外地区は本質的に『粗悪な土地区画』であった。交通網が整備されず、上下水道もなく、電気もなかったのである。全般的な公共サービスが整うまで1950年代まで待たねばならなかった。1960年代終わりより、低所得者用集合住宅が中心部に建てられた。

## 姉妹都市
- カミーニャ、ポルトガル
- ベイルシュテイン、ドイツ
- アニャマ、コートジボワール
- ラダウティ、ルーマニア

## 交通
- 鉄道 - RER E線エメランヴィル＝ポントー＝コンボー駅。
- 道路 - A104、N4